# Ploufolia cerciforme
Ploufolia cerciforme es el nombre que, en honor a la localidad de Plou, dieron un grupo de investigadores de distintas universidades (Zaragoza, Barcelona, Vigo y Lyon), encabezado por Luis Miguel Sender, Uxue Villanueva Amadoz y Javier Ferrer, a los restos fósiles descubiertos en esta población de las cuencas mineras turolenses.
Se trata de un nuevo género de plantas angiospermas acuáticas (con flores) perteneciente al Cretácico Inferior y con una antigüedad de unos 100 millones de años.
Son plantas con hojas de pequeño tamaño (menos de 1,5 cm de longitud) y con diferentes formas (de contorno redondeado, elíptico, acorazonado). Estas hojas fósiles estarían relacionadas con lo que conocemos en la actualidad como nenúfares.
La importancia de este descubrimiento paleontológico radica no solo por la escasez de este tipo de fósiles, sino también porque son muy pocos los lugares en el mundo que poseen yacimientos de estas características (a los encontrados en Estados Unidos, Rusia y Centroamérica ahora hay que añadir los hallados en la provincia aragonesa de Teruel).
Aunque la noticia se dio a conocer en el año 2010, el yacimiento de Plou llevaba siendo estudiado desde el año 2004, y la investigación de las plantas del Cretácico en Teruel se remonta a los años noventa, según explicó Luis Miguel Sender (conservador del Museo Paleontológico de Zaragoza) en declaraciones a Europa Press. 
La noticia tuvo no sólo alcance regional y nacional  sino también internacional al ser publicado el hallazgo en un artículo de la revista de investigación Review of Palaeobotany and Palynology (volumen 161, páginas 77 a 86, de junio de 2010).

## Exposición
Las hojas de Ploufolia cerciforme se encuentran expuestas en el Museo Paleontológico de la Universidad de Zaragoza, sito en la Sala Lucas Mallada y Área de Paleontología, en la 1ª planta del edificio de Ciencias de la Tierra, en el campus San Francisco de dicha universidad.